# Johannes Flüggé
Johannes Flüggé o Johann Flüggé (Amburgo, 22 giugno 1775 – 28 giugno 1816) è stato un botanico tedesco.

## Biografia
Studiò medicina e storia naturale presso le università di Jena, Vienna e Gottinga, e nel 1800 conseguì il dottorato presso l'Università di Erlangen. In seguito intraprese dell'escursioni botaniche in tutta la Germania e Francia.
Il 31 gennaio 1803 divenne socio dell'Accademia delle scienze di Torino.
Nel 1810 Flügge istituì il primo orto botanico ad Amburgo. È riconosciuto per la sua ricerca di erbe del genere Paspalum.
Il genere di pianta Flueggea della famiglia phyllanthaceae è stato chiamato nel suo onore. Nel 1810 pubblicò la monografia Graminum Monographiae. Pars 1, Paspalum, Reimaria.